# Tweede Kamerverkiezingen 1977/Kandidatenlijst/KENml
De kandidatenlijst voor de Tweede Kamerverkiezingen 1977 van de Kommunistiese Eenheidsbeweging Nederland (marxisties-leninisties) (KENml) was als volgt:

## De lijst
1. Wouter ter Braake - 2.147 stemmen
2. A. de Boer-van der Land - 165
3. A.C. van Velzen - 71
4. P.W.R. Keijzers - 37
5. A.B.A.M. Kools - 51
6. C.G.M. de Rooij - 51
7. F.J. Buijs - 127

CDA · PvdA · VVD · PPR · CPN · D'66 · DS'70 · SGP · Boerenpartij · GPV · PSP · RKPN · DAC · Federatie Bejaardenpartijen Nederland · Partij van de Belastingbetalers · SP · NVU · Verbond tegen Ambtelijke Willekeur · Europese Conservatieve Unie · Lijst 18 (kieskring IX) · KENml · RPF · NMP · Lijst 22